# Jonathan Watts
Jonathan Watts est un journaliste britannique et l'auteur primé de When a Billion Chinese Jump: How China Will Save the World - or Destroy It. 
Il a été président de la Foreign Correspondents Club of China de 2008  à 2009 et vice-président du Club des correspondants étrangers du Japon de 2001 à 2003,,,. Depuis 1996, il a été rapporteur en Asie pour The Guardian, couvrant la crise nucléaire nord-coréenne, le tsunami de l'océan Indien en 2004, le Séisme de 2008 au Sichuan, les Jeux olympiques de Pékin, la conférence de Copenhague sur le climat, et les développements dans les médias chinois, la société et l'environnement, When a Billion Chinese Jump est un carnet de route environnemental du plateau tibétain à la Mongolie-Intérieure via les fermes d'élevage de tigres, la fonte des glaciers, des villages du cancer, les parcs scientifiques, les mines de charbon, les villes durables, et un Emporium Barbie.  Comme l'auteur le remarque, « Être au début du XXIe siècle en Chine consiste à assister à l'apogée de deux cents ans d'industrialisation et d'urbanisation, en gros plan, comme si on jouait à avancer rapidement sur un écran à  l'échelle d’un continent. »
Il est aussi membre du Comité Exécutif du Réseau international des bouddhistes engagés. 